# Oberhausbergen
Oberhausbergen je občina v departmaju Bas-Rhin francoske regije Alzacija.
Leta 1990 je v občini živelo 3 020 oseb oz. 797 oseb/km².